# Третя війна з містом Веї
Третя війна з містом Веї (406—396 рр. до н. е.) — завершальний етап конфлікту Риму з етруським містом Веї, що був організованим зіткненням між двома розвиненими полісами, який обмежувався чітко визначеними і відносно нетривалими бойовими діями. Війна завершилася захопленням Веїв римлянами.

## Початок війни
Відповідно до традиції римської історіографії, Лівій намагається покласти провину за розрив миру на етрусків. Попередня війна закінчилася 20-річним перемир'ям. Коли в 406 до н. е. його термін минув, римляни відправили у Веї посольство з вимогою відшкодування збитку. Як і слід було очікувати, веєнти відмовилися платити за події двадцятирічної давності, і порадили римлянам більше не відправляти послів з такими вимогами, якщо вони не хочуть, щоб ті розділили долю делегації, яка прибула до Ларса Толумнія. Римський сенат прийшов в лють, але оголошення війни довелося відкласти через протидію плебейських трибунів. У тому ж році був прийнятий закон про введення плати за військову службу (до цього римські воїни несли службу за свій рахунок і могли сподіватися тільки на частку у видобутку). Це дозволило подолати опозицію і оголосити Веям війну.

## Кампанія 405—403 до н.е.
У 405 до н. е. військові трибуни з консульською владою почали облогу міста Веї. Облога з самого початку велася мляво, так як одночасно йшла війна з вольсками, і частина військ довелося направити проти них. За словами Лівія, у Веях, де не припинялися внутрішні смути, з початком війни був обраний одноосібний правитель — цар — імені якого він не повідомляє. Інші етруські міста на допомогу Веям не виступили. Лівій пояснює це неприязністю до царя, що мала релігійний характер. Таке пояснення, ймовірно, було цілком в дусі етрусків, що відрізнялися особливим завзяттям у виконанні релігійних обрядів, але з політичної точки зору воно не є обґрунтованим. Сучасні історики виходять з уявлення про етруську двенадцатиграддя, як про нестійку конфедерацію, пов'язану більше релігійної спільністю, ніж реальними інтересами, які у різних міст були різними. Більшості громад, пов'язаних з Римом торговими відносинами, війна була не потрібна, а приморські міста — Цере і Вульчі — взагалі були союзниками Рима.
Тим не менш, римляни, вважаючи спільний виступ на допомогу Веям кількох міст цілком імовірним, почали в 403 до н. е. зводити навколо міста подвійне кільце укріплень — і проти вилазок з міста, і проти нападу ззовні. У тому ж році було вирішено продовжити облогу взимку, побудувавши для військ «зимові квартири» (hibernacula). Це було нововведенням, яке спочатку викликало сильне невдоволення. Для римлян, як і для інших італійських племен, війна була звичайним заняттям — різновидом економічної діяльності, але, відповідно до давньої традиції, це заняття було сезонним (березень — жовтень), що освячувалося релігійними обрядами. З цього приводу Лівій вкладає в уста Аппія Клавдія, залишеного управляти містом, довгу промову, яка пояснює необхідність такого нововведення
За словами Лівія, мова Клавдія, а також невдача під Веями, де веєнти зробили велику вилазку, спалили облогові споруди і завдали римлянам серйозних втрат, викликали в місті небувалий патріотичний підйом. Вершники, яким не було видано коні за рахунок скарбниці, з'явилися в сенат, і заявили, що придбають коней за свій рахунок. Ті, хто мали служити пішими, також почали записуватися добровольцями. Сенатори постановили, що добровольцям все ж слід виплачувати платню, нарівні з мобілізованими. Вершникам заплатили в три рази більше, ніж піхотинцям, і з цього часу вони стали служити зі своїми кіньми. Загони добровольців відновили зруйновані споруди і відновили облогу.

## Кампанія 402 до н.е.
У 402 до н. е. становище під Веями тільки погіршилося. Відсутність єдиного командування не сприяло успіхам, до того ж найближчі сусіди веєнтів — капенати і фаліски — усвідомили, що падіння цього міста поставить їх віч-на-віч з римлянами. Об'єднавши сили, вони напали на один з римських облогових таборів, де командував Маній Сергій Фіденат. За словами Лівія, «римляни прийшли в невимовний жах», вважаючи, що на них обрушилася вся Етрурія, а веєнти не упустили випадку, і справили вилазку великими силами. Допомога з головного табору, де стояв Луцій Вергіній, так і не підійшла, оскільки командувач ненавидів Сергія і не бажав його рятувати, якщо той сам не попросить, а Сергій відчував до Вергінія такі ж почуття, і з гордості не хотів ні про що просити.
В результаті на ділянці Сергія римляни були абсолютно розгромлені і разом зі своїм командиром бігли в Рим. Обох трибунів викликали в сенат, де вони взялися валити провину один на одного. Було вирішено вибрати нових військових трибунів, які вступили в посаду в жовтневі календи, за два місяці до терміну.

## Кампанії 401—398 до н.е.
У кампанію 401 до н. е. довелося воювати вже на чотирьох напрямках: проти Веїв, вольсків, Капени і фалісків. Маній Емілій Мамерцін і Цезон Фабій Амбуст повернули захоплений етрусками табір під Веями, а Марк Фурій Камілл і Гней Корнелій Косс спустошували землі фалісків і капенатів. У 400 до н. е. одним з військових трибунів з консульською владою вперше був обраний плебей — Публій Ліциній Кальв Еськвілін. Про військові дії цього року Лівій нічого не повідомляє, зате пише, що зима видалася надзвичайно холодною і сніжною, так що Тибр замерз, а дороги стали непроїжджими. Потім сувору зиму змінило важке чумне літо. Не бачачи кінця несприятливій ситуації, сенат звернувся до Сівіліних книг, і в Римі вперше були проведені лектістернії, що стали пізніше вельми популярними.
На римське військо, яке брало в облогу Веї, в 399 до н. е. знову напали фаліски і капенати, але на цей раз вони були оточені і здебільшого перебиті. Веєнти, які вчинили вилазку, також зазнали великих втрат, так як при вигляді втечі союзників ворота були закриті, і всі хто залишився зовні, загинули.
У кампанії 398 до н. е. під Веями нічого значного не відбулося, і сили римлян були спрямовані на грабежі земель фалісків (Потіт) і капенатів (Камілл). Вони відвезли все, що змогли, а все, що можна було знищити — знищили.

## Містика та забобони
Чим довше тривала війна, тим сильніше поширювалися містика і забобони. Особливий страх викликав надзвичайно високий підйом води в Альбанскому озері, при тому, що дощів в цей час не було. Плутарх навіть пише, що вода стала виливатися з гірської улоговини прямо в море. Перелякані римляни спорядили посольство до Дельфійського оракула. У Веях з'явився провісник, витлумачити це знамення. Римлянам нібито вдалося його виманити з міста, схопити і доставити в сенат, де він пояснив, що для перемоги над Веями треба спустити воду з озера. Сенатори йому не повірили і вирішили чекати повернення дельфійської місії.
Повернувшись з Дельф посли привезли відповідь оракула, який підтвердив слова веєнтського віщуна, а також вказав на помилки, допущені в ритуалах при обранні посадових осіб та вчинення латинських урочистостей. Це була чисто римська риса — в скрупульозному виконанні обряду римляни бачили запорука успіху будь-якого починання, а в разі будь-яких похибок обряди слід повторити, бо інакше дії магістратів не будуть прийняті богами. В даному випадку військові трибуни були відсторонені, призначили трьох інтеррексів — Луція Валерія, Квінта Сервилия і Марка Фурія Камілла.
У той же час на нараді етруських представників у святилища Вольтумни капенати та фаліски зажадали допомоги у інших міст, але отримали відмову. Міста північної Етрурії були стурбовані появою на їх кордонах невідомих прибульців, з якими поки що не було ні миру, ні війни. Це були передові загони галлів. Єдине, чого домоглися противники Риму — це дозволу на вербування найманців.

## Кампанія 396 до н.е.. Завершення війни
У кампанії 396 до н. е. військові трибуни Луцій Тіциній і Гней Генуцій виступили проти капенатів і фалісків, але потрапили в засідку і були розгромлені. У таборі під Веями почалася паніка, і війська з труднощами вдалося утримати від втечі. У самому Римі страх був ще сильніше. Вода з Альбанского озера була спущена. Мабуть, для перемоги цього виявилося недостатньо, і римляни, нарешті, призначили диктатора. Ним став Камілл, історична фігура, але настільки прикрашена вигадкою і легендами, що навіть Лівій пише про нього, як про вождя, обраним долею (dux fatalis). Начальником кінноти при ньому став Публій Корнелій Сципіон.
Насамперед Камілл за законами воєнного часу стратив всіх, хто втік з-під Веїв, і домігся того, що війська боялися вже не супротивника, а своїх командирів. У місті був проведений новий набір, і при таких дисциплінарних заходах ніхто не посмів ухилятися від призову. На допомогу римлянам підійшли загони латинів і герників. Давши обітницю після перемоги побудувати новий храм Матері Матути, Камілл виступив в похід. Для початку він забезпечив тили, розгромивши фалісків і капенатів. Прибувши під Веї, він заборонив влаштовувати сутички з обложеними, і всі сили кинув на облогу, основною з яких було прориття підземного ходу. Його копали безперервно, в шість змін, вдень і вночі.
Перед початком атаки диктатор пообіцяв Аполлону Піфійському десятину від військової здобичі. Після цього війська пішли на штурм по всьому периметру, а найдосвідченіші воїни спустилися в підкоп.
У зв'язку з цим існує знаменита легенда про жертвоприношення, які вирішили долю Веїв. Коли почався штурм, цар приносив жертву, і гаруспік оголосив, що перемога дістанеться тому, хто розрубить нутрощі жертовної тварини. Римляни, що знаходилися в підкоп прямо під храмом, почули ці слова, швидко прокопали хід наверх, відібрали у етрусків нутрощі і принесли їхньому диктатору.
Після того, як римляни увірвалися в місто, на вулицях почався запеклий бій, потім різанина, поки Камілл не віддав наказ щадити беззбройних. За легендою, побачивши, яку здобич вдалося зібрати в цьому місті, диктатор звів руки до неба і молився, щоб не занадто дорогою ціною довелося заплатити в майбутньому за сьогоднішні успіхи. Після цього він оступився і впав, що пізніше, після галльського погрому, визнали поганим знаменням. На наступний день все населення Веїв було продано в рабство.
Потім була проведена процедура евокації божества, покликана переконати царицю Юнону переселитися в Рим. Цей ритуал описаний Ливієм, Валерієм Максимом і Плутархом. Статую доставили на Авентин, де пізніше Камілл освятив для неї храм.
Тріумф Камілла відрізнявся особливою урочистістю. Він в'їхав в Рим на колісниці, запряженій четвіркою білих коней. Пізніше це стало звичайною практикою, але тоді, за словами Лівія, Діодора і Плутарха, було сприйнято як святотатство, бо уподібнює полководця богам.

## Критика історизму Третьої війни з містом Веї
Малоймовірним видається зображення війни як безперервної десятирічної облоги. Імовірно ця картина зображена з десятирічної облоги Трої. Так само малоймовірним є взяття міста за допомогою підкопу через міські стіни. Навряд чи це було можливо реалізувати в умовах тогочасної техніки.
Багато істориків сумніваються в факті продажу всіх вцілілих жителів Веїв, стверджуючи, що в той час рабовласництво в Римі не було настільки розвинене, щоб існувала можливість реалізації такої кількості живого товару. Однак, крім Риму існували торговці з Карфагена і Сицилії, здатні придбати великі партії рабів.

## Наслідки війни
Взяття Веїв відкрило нову епоху в історії Італії. Веї були давнім суперником Риму, і вперше римляни розтрощили противника, рівного собі під силу. Анексія веєнтської території (Ager Veientanus), котра становила приблизно 562 квадратних кілометрів, істотно збільшила римські володіння. Це відкривало можливість для подальшої експансії. У 395—394 до н. е. римляни розгромили капенатів і фалісків, які підтримали Веї, і захопили їхні землі. У 389 до н. е. їхньому населенню, а також уцілілим веєнтам було надано римське громадянство. У 387 до н. е. з нових громадян були утворені Стеллатінська, Троментінська, Сабатінська і Арніенська триби.
Також важливим результатом третьої веєнтської війни стало введення військового жалування. До подій 406—396 років до н. е. служба в римському ополченні була безкоштовною. Це нововведення мало для римлян колосальне значення і стало першим кроком від тимчасового воєнного ополчення до регулярного війська великої територіальної держави.